# Усатый нянь
«Усатый нянь» — советский художественный фильм 1977 года, первая полнометражная работа режиссёра Владимира Грамматикова.
Вчерашний школьник Кеша не может выбрать себе профессию по душе и не задерживается надолго ни на одной работе. Его проблему решает общественность, определившая Иннокентия на работу в детский сад.
Прототипом главного героя стал Борис Верзуб — первый в СССР мужчина, получивший образование по специальности «педагог дошкольного образования» и работавший воспитателем детского сада.

## Сюжет
В одном из московских дворов компания друзей, называющих себя «Бублик», «Мотыль» и «Пончик», решают помочь своему другу, шалопаю и тунеядцу Кеше Четвергову («Четвергу») заполучить внимание девушки, в которую он влюблён. Для этого они придумывают поразить её эффектным выездом Кеши на мотороллере, который в нужный момент должен совершить кульбит прямо перед её подъездом, и затем самолично открыть ей дверь. Но затея не удаётся, и Кеша, не справившись с управлением, разбивает в подъезде стекло.
За нарушение порядка Четвергова вызывают в местный общественный комитет народных заседателей при ЖЭКе, представители которого хотят передать дело в «соответствующую организацию». Пытаясь смягчить ситуацию, расположенный к Четвергову участковый Евсеев напоминает о том, что Иннокентий не пьяница и не хулиган, а всего лишь бездельник. Но под давлением председателя общественного комитета участковый делает Иннокентию строгий выговор за тунеядство. После выслушанных обвинений Кеша устраивает в комитете песенный дебош, который заканчивается обливанием членов комитета пенной струёй из огнетушителя. Удручённые таким поведением, представители требуют передачи Четвергова под суд, но за него вступается директор детского сада Марина Борисовна Михальчук, которая уговаривает заседателей отдать Четвергова в сад на перевоспитание. Иннокентия направляют на работу в детский сад № 21 для прохождения так называемого «курса перевоспитания путём общественно полезного труда».
Чтобы избежать позора перед своими друзьями, Четвергов придумывает легенду о том, что его направили на работу в секретную лабораторию, связанную с космосом, а не ночным дежурным в детский сад.
В детском саду Иннокентий сталкивается с настоящими детскими шалостями, справляться с которыми он оказывается не готов. Он находит выход из положения — войти в привычную ему роль скомороха, но усмирить детей Кеше так не удалось, и на помощь ему приходит опытная няня Арина Родионовна. Директор детского сада, которая увидела в Иннокентии нежелание расставаться с детством, решает провести воспитательный эксперимент. Наутро Марина Борисовна объявляет Иннокентию о чрезвычайной ситуации, в связи с которой на весь день детская группа должна остаться на его попечении. Иннокентий следует строгому распорядку дня, с трудом справляется с задачей, и к середине своего задания терпит провал — срывает кран с водой и разбивает половину тарелок. Дети быстро наводят на кухне порядок. Кеше становится стыдно за себя, он ставит для себя цель доказать, что способен справиться с задачей, и с энтузиазмом берётся за дело.
Эксперимент директора удался, и примеру Иннокентия последовали его друзья.
Иннокентий призван для прохождения срочной службы в армии. На службу в пограничные войска он попадает уже повзрослевшим мужчиной. Отрадой для него становятся письма детей, которые он читает во время службы.

## В ролях
- Сергей Проханов — Иннокентий Петрович (Кеша) Четвергов («Четверг»), ночной дежурный в детском саду
- Людмила Шагалова — Марина Борисовна Михальчук, директор детского сада
- Елизавета Уварова — Арина Родионовна, нянечка
- Сергей Бачурский — Петя («Пончик»)
- Валерий Кисленко — Дима («Бублик»)
- Феликс Кроль — Вася («Мотыль»)
- Валентин Брылеев — председатель комиссии
- Геннадий Ялович — общественник с зонтом
- Татьяна Савенкова — член комиссии по трудным подросткам

## Награды
- Приз ЦК ВЛКСМ «Алая гвоздика» на Всесоюзной Неделе детского фильма (1979);
- Приз зрителей I Кинофестиваля молодых кинематографистов Москвы.

## Съёмочная группа
- Авторы сценария: Андрей Вейцлер, Александр Мишарин
- Режиссёр-постановщик: Владимир Грамматиков
- Оператор: Лев Рагозин
- Композитор: Алексей Рыбников
- Текст песен: Ю. Михайлов (Юлий Ким)